# 布雷德讷
布雷德讷（荷蘭語：Bredene，荷蘭語發音：[ˈbreːdənə] ⓘ）是比利时弗拉芒大區西佛兰德省奥斯坦德区的一个市镇，北濒北海，通行荷蘭語，是弗拉芒社群的一部分，面积14.25平方千米，人口17,828人（2018年1月1日）。